# La Houssaye-en-Brie
La Houssaye-en-Brie település Franciaországban, Seine-et-Marne megyében. Lakosainak száma 1703 fő (2022. január 1.). La Houssaye-en-Brie Mortcerf, Neufmoutiers-en-Brie, Les Chapelles-Bourbon, Crèvecœur-en-Brie és Marles-en-Brie községekkel határos.

## Népesség
A település népességének változása:
| Lakosok száma | 1621 | 1639 | 1652 | 1629 | 1633 | 1650 | 1646 | 1675 | 1703 |
|               | 2013 | 2015 | 2016 | 2017 | 2018 | 2019 | 2020 | 2021 | 2022 |